# Гмыря, Людмила Борисовна
Гмыря Людмила Борисовна (род. 14 февраля 1946, Манаскент, Дагестанская АССР) — советский и российский археолог, кандидат исторических наук, старший научный сотрудник Института истории, археологии и этнографии Дагестанского научного центра РАН.

## Биография
Родилась 14 февраля 1946 года в селе Манаскент Карабудахкентского района Дагестана, в том же году вместе с семьёй переехала в Каспийск, где и выросла.
С 1964 по 1969 год работала в архиве конструкторского бюро Завода точной механики в Каспийске, чтобы получить опыт в архивном деле. Там она построила карьеру от копировальщицы до старшего техника, начальника группы.
В 1966 году Людмила Борисовна поступила на вечернее отделение исторического факультета Дагестанского государственного университета.
В 1969 году она поступила на работу в отдел археологии и этнографии Института ИЯЛ Даг. ФАН СССР.
С 1969 по 1972 год работала старшим лаборантом.
В 1972 году окончила Дагестанский государственный университет.
С 1972 по 1975 год работала учителем истории в и СШ № 1 и 7 г. Каспийска.
В 1975 году по рекомендации заведующим отделом археологии В. Г. Котовичем и старшим научным сотрудником М. Г. Магомедовым на учёбу в целевую аспирантуру Института археологии АН СССР (г. Москва).
В 1979 году Людмила Борисовна окончила аспирантуру, после чего была зачислена на работу в отдел археологии ИИЯЛ Дагфилиала АН СССР младшим научным сотрудником.

## Научная деятельность
В 1980 году защитила кандидатскую диссертацию на тему «Страна гуннов (савир) в Дагестане» (IV—VII вв.), где успешно применила комплексный метод изучения, используя в равной степени, как археологические материалы, так и данные письменных источников. Ею впервые в дагестанской археологии была проведена тщательная классификация самого массового археологического материала — керамики из слоев II—VIII вв. городища Андрейаул (30 тыс. фрагментов).
В 70-е годы совместно с М. Г. Магомедовым проведены большие работы на Андрейаульском городище в Хасавюртовском районе РД.
Людмила Борисовна исследовала керамику из многочисленных поселений и городищ Северного Дагестана; погребальные памятники Прикаспийского Дагестана IV—VII вв.; материальная культура поселений и городищ Прикаспийского региона; идеологические представления населения «страны гуннов» (язычество и христианство).
В 1980 году она приступила к самостоятельным исследованиям археологических памятников Дагестана, начав раскопки Агачкалинского поселения (Буйнакский район ДАССР). Она продолжила изыскания К. Ф. Смирнова.
В 1981 году она приступила к исследованию Паласа-сыртского курганного могильника IV—V вв., насчитывающего приблизительно тысячи курганов, работы там проводились в рамках Новостроечной экспедиции под руководством О. М. Давудова.
С 1982 по 1986 год Людмила Борисовна провела там стационарные исследования, помочь молодому специалисту методически было почти некому, и это усложняло задачу. В первое время ей помог опыт, который она получила в экспедиции В. Г. Котовича.
В 1982 году на помощь к Людмиле Борисовне по её приглашению пришла Мая Павловна Абрамова, старший научный сотрудник отдела скифо-сарматской археологии Института археологии. Она оказала большую методическую помощь в раскопках Паласа-сыртского курганного могильника.
В 2006 году по истечении 20 лет ей были возобновлены раскопки Паласа-сыртского курганного могильника, где с 2006 по 2008 год было раскопано 6 курганов.
В 2009 году при поддержке Российского фонда фундаментальных исследований было начато изучение компактных групп захоронений южного участка Паласа-сыртского курганного могильника IV—V вв. по проблеме «Этнокультурные особенности и социальная структура политических образований Западного Прикаспия».
Людмилой Борисовной был исследован 114 курганов и выявлено 64 погребения.
В 2009 году она успешно защитила докторскую диссертацию по теме «Религиозные представления населения Прикаспийского Дагестана в IV—VII вв. (По данным письменных источников)».
Людмилой Борисовной в долине р. Рубас, был обнаружен новый, неизвестный ранее памятник археологии — остатки каменной монументальной фортификации Сасанидского периода, аналогичной каменным оборонительным сооружениям древнего Дербента.
В 2014 году ею были проведены разведочные раскопки этого памятника, были выявлены часть оборонительной стены и башня.
Ей опубликовано 150 научных работ, в том числе 6 монографий (3 авторских и 3 коллективных).

## Награды
- Медаль "За доблестный труд (2025)[5]
- Почётная Грамота Республики Дагестан
- Почётная грамота Президиума РАН
- Грамота Правительства Республики Дагестан
- Почётные грамоты ИИАЭ
- Почётная грамота Президиума ДНЦ РАН.

## Публикации
- Раскопки на городище Таргу // АО 1972 г. М.: Наука, 1973. С. 121–122. (Соавторы: В.Г. Котович, В.М. Котович, С.М. Магомедов).
- Работы на городище Таргу // АО 1974. М.: Наука, 1975. С. 102–103. (Соавторы: В.Г. Котович, В.М. Котович, С.М. Магомедов).
- Работы на Андрейаульском городище // АО 1975. М.: Наука, 1976. С. 136–137. (Соавтор: М.Г. Магомедов).
- Исследования Андрейаульского городища // АО 1976. М.: Наука, 1977. С.108–109. (Соавторы: М.П. Абрамова, М.Г. Магомедов).
- Итоги раскопок Андрейаульского городища // АО 1977. М.: Наука, 1978. С.128. (Соавтор: М.Г. Магомедов).
- Глиняные котлы Андрейаульского городища // СА. 1979. № 3. С. 269–275.
- Социальный состав гуннского общества (VI–VII вв. н.э.) // II Конференция молодых ученых Даг. ФАН СССР. Махачкала, 1979. С. 12–13.
- «Царство гуннов» (савир) в Дагестане (IV–VII вв. н.э.): Автореф. дис. канд.

ист. наук. М., 1980. 20 с.
- Столовая керамика Андрейаульского городища: (Типология и стратиграфия) // Средневековые древности евразийских степей. М.: Наука 1980. С. 105–134.
- Кухонные горшки Андрейаульского городища // СА. 1980. № 1. С. 306–313.
- Некоторые сведения о гуннах в Дагестане // Древние и средневековые археологические памятники Дагестана. Махачкала, 1980. С. 153–169.
- Раскопки Агачкалинского поселения // АО 1980 г. М.: Наука, 1981. С. 99
- Языческие культы у гуннов Северо-Восточного Кавказа // X Крупновские чтения по археологии Северного Кавказа: ТД. М., 1980. С. 42–44.
- Об Общественных отношениях у гуннов Северо-Восточного Кавказа VI–VII вв. н.э. // Генезис, основные пути и особенности развития феодализма у народов Северного Кавказа. Рег. науч. конф.: ТД. Махачкала, 1980. С. 30–31.
- Раскопки на цитадели Андрейаульского городища // МСПИЭИ в Дагестане в 1978–1979 гг. ТД. Махачкала, 1980. С. 13–14.
- Из опыта классификации керамики (по материалам Андрейаульского городища) // Керамика древнего и средневекового Дагестана. Махачкала, 1981. С. 49–61.
- Обряд захоронения Паласа-сыртского могильника // Конф. по археологии Северного Кавказа. XII Крупновские чтения: ТД. М., 1982. С. 68–70.
- Новые археологические данные к истории раннесредневековых политических образований Дагестана // МСПИЭИ в Дагестане в 1980–1981 гг.: ТД. Махачкала, 1982. С. 6–7.
- Раскопки Паласа-сыртского могильника // АО 1981 г. М.: Наука, 1983. С. 113.
- Из истории ремесленного производства в средневековом Дагестане (по материалам раскопок Агачкалинского поселения) // Древние промыслы, ремесло и торговля в Дагестане. Махачкала, 1984. С. 73–90.
- Раскопки раннесредневековых памятников в Дагестане // АО 1982 г. М.: Наука, 1984. С. 115–116
- Паласа-сыртский могильник (новые данные о погребальном обряде) // XIII Крупновские чтения по археологии Северного Кавказа: ТД: Майкоп, 1984. С. 61–62.
- Некоторые итоги раскопок Паласа-сыртского могильника // ТД НСПИЭИ ИИЯЛ в 1982–1983 гг. Махачкала, 1984. С. 7–8.
- Раскопки Паласа-сыртского могильника // АО 1983 г. М.: Наука, 1985. С. 113–114.
- Паласа-сыртский могильник: (По материалам раскопок 1981–1983 гг.) // Древние культуры Северо-Восточного Кавказа. Махачкала, 1985. С. 147–159.
- Исследования Паласа-сыртского могильника // АО 1984 г. М.: Наука, 1986. С. 93–94.
- Языческие культы у гуннов Северо-Восточного Кавказа // Обряды и культы древнего и средневекового населения Дагестана. Махачкала, 1986. С. 90–108.

28. К этнической интерпретации погребений Паласа-сыртского могильника // XIV Крупновские чтения по археологии Северного Кавказа: ТД. Орджоникидзе, 1986. С. 20–22.
- Раскопки Паласа-сыртского поселения и могильника // ТД НСПИЭИ ИИЯЛ в 1984–1985 гг. Махачкала, 1986. С. 11–12.
- Погребальный обряд Паласа-сыртского могильника (этносоциальная интерпретация) // Этнокультурные процессы в древнем Дагестане. Махачкала, 1987. С. 72–89.
- Некоторые черты материальной и духовной культуры населения Приморских степей Дагестана в раннесредневековый период // Задачи советской археологии в свете решений XXVII съезда КПСС: ТД. Суздаль, 1987. С. 76.
- Исследования в Южном Дагестане // АО 1985 г. М.: Наука, 1987. С. 134–135.
- Изделия из кости и рога Паласа-сыртского поселения (IV–VI вв.) // Промыслы и ремесла древнего и средневекового Дагестана. Махачкала, 1988. С. 36–46.
- Об общественных отношениях у гуннов Северо-Восточного Кавказа VI–VII вв. // Развитие феодальных отношений у народов Северного Кавказа. Махачкала, 1988. С. 111–116.
- Исследования в долине р. Рубас // АО 1986 г. М.: Наука, 1988. С. 119–120.
- Некоторые особенности погребального обряда населения Восточного Предкавказья в IV–VII вв. // XV Крупновские чтения по археологии Северного Кавказа: ТД. Махачкала, 1988. С. 52–53.
- Орудия труда Паласа-сыртского поселения // ТД НСПИЭИ ИИЯЛ в 1986–1987 гг. Махачкала, 1988. С. 8–9.
- Бытовые и хозяйственные постройки Паласа-сыртского поселения // Древняя и средневековая архитектура Дагестана. Махачкала, 1989. С. 77–97.
- Металлические зеркала из катакомбных погребений Прикаспийского Дагестана. Типология и семантика орнаментальных мотивов // Памятники древнего искусства Дагестана. Махачкала, 1990. С. 59–73.
- Двусторонняя форма для отливки зеркал из Дагестана // СА. 1990. № 1. С. 254–259.
- Орнаменты зеркал из катакомбных погребений IV–VII вв. н.э. Дагестана // XVI Крупновские чтения по археологии Северного Кавказа: ТД. Ставрополь, 1990. С. 70–71.
- Орудия труда Паласа-сыртского могильника: (по материалам раскопок 1985–1987 гг.) // Горы и равнины Северо-Восточного Кавказа в древности и средние века. Махачкала, 1991. С. 182–189
- Курганные могильники Прикаспийского Дагестана (I в. до н.э. – III в. н.э.) // XVII Крупновские чтения по археологии Северного Кавказа: ТД. Майкоп, 1992. С. 59–61.
- Погребальные сооружения Прикаспийского Дагестана в IV–VIII вв. н.э. // ТД НСПИЭИ ИИЯЛ в 1990–1991 гг. Махачкала, 1992. С. 8.
- Прикаспийский Дагестан в эпоху Великого переселения народов. Могильники. Махачкала: Изд-во ДНЦ РАН, 1993. 366 с.
- Письменные свидетельства о Прикаспийском Дагестане времени Великого переселения народов // XVIII Крупновские чтения по археологии Северного Кавказа: ТД. Кисловодск, 1994. С. 48–49.
- О связях населения Прикаспийского Дагестана в эпоху Великого переселения народов // ТД НСПИЭИ ИАЭ и ИЯЛ в 1992–1993 гг. Махачкала, 1994. С. 15–18.
- Страна гуннов у Каспийских ворот: Прикаспийский Дагестан в эпоху Великого переселения народов Махачкала: Даг. книж. изд-во, 1995. 286 с.
- Гуннский феномен в историческом процессе Прикаспийского Дагестана (на англ. яз.) // Межд. конф. «100 лет гуннской археологии. Номадизм–прошлое, настоящее в глобальном контексте и исторической перспективе. Гуннский феномен». Ч. 1. ТД. Улан-Удэ, 1996. С. 80–82.
- Хазария и политические образования Прикаспийского Дагестана в VIII–XII вв. // Актуальные проблемы археологии Северного Кавказа. XIX Крупновские чтения: ТД. М., 1996. С. 60–61.
- Культурно-историческая ситуация Прикаспийского Дагестана в раннем средневековье // Новые исследования дагестанских историков: Материалы научной конференции, посвященной итогам научно-исследовательской деятельности ИИАЭ ДНЦ РАН за 1990–1995 гг. Махачкала, 1996. С. 13–14.
- Этногенез народов Дагестана: Мифы и научные факты. Рец. на сб. «Алародии (этногенетические исследования)». Махачкала, 1996 // Дагестанская правда. 1996. 11 апреля.
- Проблема гуннов Прикаспия в историографии Северного Кавказа // Современное состояние и перспективы развития исторической науки Дагестана и Северного Кавказа: ТД научной конференции. Махачкала, 1997. С. 33–35.
- Кувшины с «пышным» орнаментом: Типологическая характеристика, ареал, хронология, функциональное назначение // Культура степей Евразии второй половины I тысячелетия н.э. (Вопросы хронологии): ТД. Самара, 1997. С. 17–21.
- Оборонительные сооружения Андрейаульского городища // Проблемы истории, филологии, культуры. Вып. VI. М.-Магнитогорск, 1998. С. 132–152.
- Политические образования Прикаспийского Дагестана в постарабский период (IX–X вв.) // Дагестан в эпоху Великого переселения народов: (Этногенетические исследования). Махачкала, 1998. С. 169–188.
- Особенности декорирования кувшинов с «пышным» орнаментом // XX Юбилейные Международные Крупновские чтения по археологии Северного Кавказа: ТД. Ставрополь, 1998. С. 34–35.
- Образ мифического богатыря Аспандиата в мировоззрении населения «страны гуннов» // Кавказ и древний Восток. Махачкала, 1999. С. 182–192.
- Античные параллели в материальной культуре населения Западного Прикаспия (Специфические атрибуты) // VI чтения памяти проф. В.Д. Блаватского: К 100-летию со дня рождения: ТД. М., 1999. С. 35–37.
- Поминальные обряды населения Прикаспийского Дагестана времени Великого переселения народов (IV–VII вв.) // Археологическая конференция Кавказа. II. Кавказ и степной мир в древности и средние века: Материалы международной научной конференции: ТД. Махачкала, 1999. С. 38–41.
- Поминальные обряды населения Прикаспийского Дагестана времени Великого переселения народов (IV–VIII вв.) // Кавказ и степной мир в древности и средние века: Материалы международной научной конференции. Махачкала, 2000. С. 163–187.
- Ареал кувшинов с «пышным» орнаментом // Нижневолжский археологический вестник. Вып. № 3. Волгоград, 2000. С. 145–153.
- Этапы христианизации населения Западного Прикаспия (IV–VIII вв. н.э.) // XXI Крупновские чтения по археологии Северного Кавказа: ТД. Кисловодск, 2000. С. 32–34.
- Одеяние служителей языческих культов в «стране гуннов» Прикаспия // Культуры Евразийских степей II половины I тыс. н.э. (Из истории костюма). Т. 1. Самара, 2001. С. 57–75.
- Античные параллели в материальной культуре населения Западного Прикаспия (специфические атрибуты) // Проблемы истории, филологии, культуры. Вып. X. М.-Магнитогорск, 2001. С. 289–312.
- Агачкалинское поселение (По материалам раскопок К.Ф. Смирнова и Л.Б. Гмыри) // Проблемы истории, филологии, культуры. Вып. XI. М.-Магнитогорск, 2001. С. 53–83.
- Весенний обряд «обновления ножен священного меча» у табасаранцев // Амирани. Вестник Международного Кавказологического НИ общественного института. IV–V. Монреаль; Тбилиси, 2001. С. 48–65.
- История татар с древнейших времен в семи томах. Т. I. Народы степной Евразии в древности (Соавторы: С.Г. Кляшторный, В.С. Бочкарев, И.П. Засецкая, В.А. Иванов, В.Я. Петрухин, Д.С. Раевский и др.). Казань: Изд. «Рухият», 2002. 551 с.
- Гунны на Северном Кавказе. Наследники гуннов в степях юго-восточной Европы. Хазары на Кавказе // История татар с древнейших времен в семи томах. Т. I. Народы степной Евразии в древности. Казань: Изд. «Рухият», 2002. С. 156–180, 277–295.
- Обряд вызова дождя в стране гуннов Прикаспия в VII в. н.э. по данным армянских и арабских источников // Материалы конференции. Древнетюркский мир: история и традиции. Казань, 2002. С. 33–42.
- Морская международная трасса на Каспийском море в свете данных письменных источников IX–X вв. // Великий Волжский путь: История формирования и развития. Материалы круглого стола «Великий Волжский путь и Волжская Булгария» и Межд. науч.-практ. конф. «Великий Волжский путь». Ч. II. Казань, 2002. С. 256–262.
- Культ священного меча табасаранцев (семантика обряда «обновления ножен священного меча») // Проблемы истории, филологии, культуры. Вып. XIII. М.- Магнитогорск, 2003. С. 235–261.
- Религия древнего населения Дагестана: история изучения и перспективы исследования // Историческая наука Дагестана: сегодня и завтра. ТД. Махачкала, 2003. С. 44–46.
- Кувшины с орнаментом «древо жизни» с территории Дагестана // Историкокультурные и экономические связи народов Кавказа: прошлое, настоящее и будущее. ТД. Межд. науч. конф. Махачкала, 2004. С. 42–45.
- История татар с древнейших времен в семи томах. Т.II. Волжская Булгария и Великая степь. (Соавторы: С.Г. Кляшторный, Ф. Хузин, Р. Рашев, И. Измайлов, А. Губайдуллин, В. Иванов и др.). Казань: Изд. «Рухият», 2005. 800 с.
- Тюркские народы Северного Кавказа (VIII–X вв.) // История татар с древнейших времен в семи томах. Т. II. Волжская Булгария и Великая степь. Казань: Изд. «Рухият», 2005.
- Кувшины с желобочной поверхностью Паласа-сыртского поселения // Древности Кавказа и Ближнего Востока. Сб. статей, посвящ. 70-летию со дня рожд. проф. М.Г. Гаджиева. Махачкала: Изд. дом «Эпоха», 2005. С. 147–165.
- Разведки в Приморском Дагестане // АО 2004 г. М.: Наука, 2005. С. 273–275 (Соавторы: М.С. Гаджиев, М.А. Бакушев, Ш.О. Давудов, Р.Г. Магомедов).
- «Время, столкнувшись с памятью, узнает о своем бесправии...»: Рец. на сб. статей «Ихилов Михаил Мататович: ученый, воин, гражданин» / Сост. Г.Б. Мусаханова. Махачкала, 2004. 148 с. // Вестник Института ИАЭ ДНЦ РАН. 2005. № 4. С. 126–129.
- Религиозные представления населения Прикаспийского Дагестана в IV–VII вв. Махачкала: Изд. ДНЦ РАН. 2006. 15 а.л.
- Явление двоеверия в среде несвободного населения «страны гуннов» Прикаспия (VI–VII вв.) // Вестник Института ИАЭ ДНЦ РАН. 2006. № 1. С. 3 — 16.
- Атрибуты раннехристианских погребений с территории Дагестана (VII в.) // Вестник Института ИАЭ ДНЦ РАН. 2006. № 1. С. 95 — 119.
- Памятники древнего искусства Дагестана. Сб. статей. Махачкала, 1990. 119 с. – Составитель.
- Горы и равнины Северо-Восточного Кавказа в древности и средние века. Сб. статей. Махачкала, 1991. 209 с. – Член редакционной коллегии.
- История татар в семи томах. Т. I. Народы степной Евразии в древности. Казань: изд. «Рухият», 2002. 55 к. – Член научного совета издания.
- История татар в семи томах. Т. II. Волжская Булгария и Великая степь. Казань: Изд. «Рухият», 2005. 800 с. – Член научного совета издания.
- Древности Кавказа и Ближнего Востока. Сб. статей, посвящ. 70-летию со дня рождения проф. М.Г. Гаджиева. Махачкала: Изд. дом «Эпоха», 2005. 259 с. – Член редакционной коллегии.
- Вестник ИИАЭ ДНЦ РАН. 2005. № 3. 128. – Член редакционной коллегии, ответственный секретарь.
- Вестник ИИАЭ ДНЦ РАН. 2005. № 4, 1 с. – Член редакционной коллегии, ответственный секретарь.
- Вестник ИИАЭ ДНЦ РАН. 2006. № 1. 1 с. – Член редакционной коллегии, ответственный секретарь.